# Nassarius eximius
Nassarius eximius is een slakkensoort uit de familie van de Nassariidae. De wetenschappelijke naam van de soort is voor het eerst geldig gepubliceerd in 1872 door H. Adams.